# 太平 (墨田區)
太平（日语：／ Taihei */?）是東京都墨田區的地名。郵遞區號是130-0012。

## 地理
太平位於墨田區南部，屬本所地域。北鄰橫川，東與江東區龜戶之間以橫十間川為界，南接錦糸，西與石原之間以大橫川為界。町域西邊為墨田區-江東區區界。中央有東西向的藏前橋通穿越，東部有南北向的四目通通過，其地下是地下鐵半藏門線。町域從西向東為太平一丁目、二丁目、三丁目，四目通以東為四丁目。

### 河川
- 橫十間川
- 大橫川

## 歷史
原為本所太平町。一丁目過去為深川元町代地。
1965年（昭和42年）實施新住居表示，為現行的太平。

### 地名由來
當時為了祈求太平之世而命名為太平町。

## 交通
道路
- 東京都道315號御徒町小岩線（藏前橋通）
- 東京都道465號深川吾嬬線（四目通）

橋梁
- 橫十間川
  - 天神橋（藏前橋通）
- 大橫川
  - 報恩寺橋（藏前橋通）
  - 清平橋

## 設施
- 立志舎高等學校（太平二丁目）
- 本所郵便局（太平四丁目）
- OLINAS（太平四丁目）

## 備註
1. ↑  墨田区世帯人口現況8月分[永久]

## 外部連結
- 墨田區官方網站（页面存档备份，存于）